# سيرغناغو (بافيا)
سيرغناغو (بالإيطالية: Cergnago)‏ هي بلدة تقع في مقاطعة بافيا بإقليم لومبارديا في شمال إيطاليا. تبلغ مساحة هذه المدينة 13.6 (كم²)، وترتفع عن سطح البحر 100 م، بلغ عدد سكانها 769 نسمة في عام 2004 حسب إحصاء المعهد الوطني للإحصاء.

## السكان
في سنة 1861 بلغ عدد السكان 1٬228 نسمة، وتطور العدد ليصل في سنة 2011 لـ 754 نسمة.
يظهر هذا المخطط البياني تطور النمو السكاني لـ سيرغناغو (بافيا)